# Cobitis
Cobitis je rod slatkovodnih riba koji pripada porodici Cobitidae.

## Opis
Pripadnici ovog roda malene su ribe izduženog tijela prilagođenog ukopavanju u supstrat. Duguljasto tijelo, ne dulje od 12 cm, bojom je prilagođeno podlozi. Žućkaste su boje s pravilno raspoređenim linijama  i točkama duž tijela (Gambetta zone). Oči pripadnika ovog roda nalaze se na vrhu glave, a usta s donje strane glave. Oko usta nalaze se tri para brčića. Peraje su pravilno raspoređene duž tijela. Prsne peraje mužjaka značajno su dulje nego one ženki.
Pripadnici ovog roda ispod očiju imaju podočnu bodlju, što je koštana struktura prekrivena kožnim naborom, koju jedinke izbacuju u slučaju opasnosti ili u drugim nepovoljnim uvjetima. 

## Način života
Pripadnici ovog roda su se s duguljastim tijelom prilagodili načinu života uz sitni sediment u plitkim stajaćicama i sporim tekućicama. Način hranjenja također je prilagođen podlozi, na način da vijuni prosijavaju supstrat aparatom za filtraciju u ždrijelonoj šupljini. Prehranu vijuna čine beskralježnjaci poput račića i ličinki kukaca, organska tvar i jednostanične alge.

## Razmnožavanje
Vijuni žive između pet i šest godina. Ženke žive nešto duže, ali i kasnije dostižu spolnu zrelost. Razmnožavaju se na način da se mužjak obavije oko ženke. Juvenilne jedinke za razliku od odraslih obitavaju u gustoj vegetaciji zbog manjka antipredatorskih struktura i ponašanja. Razvojem, jedinke pozitivnom fototaksijom počinju izlaziti iz vegetacije prema svjetlijem dijelu gdje se počinju hraniti kao i odrasle jedinke.

## Vrste
Priznato je 96 vrsta:
- Cobitis amphilekta Vasiljeva & Vasiljev, 2012.[3]
- Cobitis arachthosensis Economidis & Nalbant, 1996.
- Cobitis arenae S. Y. Lin, 1934.
- Cobitis australis Y. X. Chen, Y. F. Chen & D. K. He, 2013.[4]
- Cobitis avicennae Mousavi-Sabet, Vatandoust, Esmaeili, Geiger & Freyhof, 2015.[5]
- Cobitis baishagensis Y. X. Chen, X. Y. Sui, N. Liang & Y. F. Chen, 2015.[6]
- Cobitis battalgili Băcescu, 1962.
- Cobitis bilineata Canestrini, 1865.
- Cobitis bilseli Battalgil, 1942.
- Cobitis biwae D. S. Jordan & Snyder, 1901.
- Cobitis brevifasciata I. S. Kim & W. O. Lee, 1995.)[1]
- Cobitis calderoni Băcescu, 1962.
- Cobitis choii I. S. Kim & Y. M. Son, 1984.
- Cobitis crassicauda Y. X. Chen & Y. F. Chen, 2013.[7]
- Cobitis dalmatina S. L. Karaman, 1928.
- Cobitis damlae Erk' Akan & Özdemir, 2014.[8]
- Cobitis delicata Niwa, 1937.[1]
- Cobitis dolichorhynchus Nichols, 1918.
- Cobitis dorademiri Erk' Akan, Özdemir & Özeren, 2017.[9]
- Cobitis elazigensis Coad & Sarıeyyüpoglu, 1988.
- Cobitis elongata Heckel & Kner, 1857.
- Cobitis elongatoides Băcescu & R. F. Mayer, 1969.
- Cobitis evreni Erk' Akan, Özeren & Nalbant, 2008.
- Cobitis fahireae Erk' Akan, Ekmekçi & Nalbant, 1998.
- Cobitis faridpaki Mousavi-Sabet, Vasiljeva, Vatandoust & Vasiljev, 2011.[10]
- Cobitis fasciola Y. X. Chen & Y. F. Chen, 2013.[7]
- Cobitis gracilis Y. X. Chen & Y. F. Chen, 2016.[11]
- Cobitis guttatus V. H. Nguyễn, 2005.)
- Cobitis hankugensis I. S. Kim, J. Y. Park, Y. M. Son & Nalbant, 2003.
- Cobitis hellenica Economidis & Nalbant, 1996.
- Cobitis hereromacula Y. X. Chen, X. Y. Sui, N. Liang & Y. F. Chen, 2015.[6]
- Cobitis herzegoviniensis Buj & Šanda, 2014.[12]
- Cobitis hugowolfeldi Nalbant, 1993.)[1]
- Cobitis illyrica Freyhof & Stelbrink, 2007.
- Cobitis jadovaensis Mustafić & Mrakovčić, 2008.
- Cobitis kaibarai Nakajima, 2012.[13]
- Cobitis kellei Erk' Akan, Ekmekçi & Nalbant, 1998.
- Cobitis koreensis I. S. Kim, 1975.[1]
- Cobitis laoensis Sauvage, 1878.)
- Cobitis laterimaculata J. P. Yan & M. L. Zheng, 1984.[1]
- Cobitis lebedevi Vasiljeva & Vasiljev, 1985.
- Cobitis levantina Krupp & Moubayed-Breil, 1992.
- Cobitis linea Heckel, 1847.)
- Cobitis longibarba Y. F. Chen & Y. X. Chen, 2005.[1]
- Cobitis longicorpus I. S. Kim, K. C. Choi & Nalbant, 1976.[1]
- Cobitis lutheri Rendahl, 1935.[14]
- Cobitis macrostigma Dabry de Thiersant, 1872.
- Cobitis magnostriata Nakajima, 2012.[13]
- Cobitis maroccana Pellegrin, 1929
- Cobitis matsubarai Okada & Ikeda, 1939.
- Cobitis megaspila Nalbant, 1993.
- Cobitis melanoleuca Nichols, 1925.
- Cobitis meridionalis S. L. Karaman, 1924.
- Cobitis microcephala Y. X. Chen & Y. F. Chen, 2011.[15]
- Cobitis minamorii Nakajima, 2012.[13]
- Cobitis minhi S. V. Ngô, 2008.
- Cobitis multifasciata Wakiya & T. Mori, 1929.[1]
- Cobitis multimaculata Y. X. Chen & Y. F. Chen, 2011.[15]
- Cobitis nalbanti Vasiljeva, D. M. Kim, Vasiljev, M. H. Ko & Y. J. Won, 2016.[14]
- Cobitis narentana S. L. Karaman, 1928.
- Cobitis ohridana S. L. Karaman, 1928.
- Cobitis pacifica I. S. Kim, J. Y. Park & Nalbant, 1999.[1]
- Cobitis paludica F. de Buen, 1930.)
- Cobitis phrygica Battalgazi, 1944.
- Cobitis pontica Vasiljeva & Vasiljev, 2006.
- Cobitis pumila I. S. Kim & W. O. Lee, 1987.[1]
- Cobitis puncticulata Erk' Akan, Ekmekçi & Nalbant, 1998.
- Cobitis punctilineata Economidis & Nalbant, 1996.
- Cobitis rara J. X. Chen, 1981.
- Cobitis sakahoko Nakajima & Suzawa, 2015.[16]
- Cobitis saniae Eagderi, Jouladeh-Roudbar, Jalili, Sayyadzadeh & Esmaeili, 2017.[17]
- Cobitis satunini Gladkov, 1935.
- Cobitis shikokuensis Suzawa, 2006.
- Cobitis sibirica Gladkov, 1935.
- Cobitis simplicispina Hankó, 1925.
- Cobitis sinensis Sauvage & Dabry de Thiersant, 1874.
- Cobitis sipahilerae Erk' Akan, Özdemir & Özeren, 2017.[9]
- Cobitis splendens Erk' Akan, Ekmekçi & Nalbant, 1998.
- Cobitis stenocauda Y. X. Chen & Y. F. Chen, 2013.[7]
- Cobitis stephanidisi Economidis, 1992.
- Cobitis striata Ikeda, 1936.[13]
- Cobitis strumicae S. L. Karaman, 1955.
- Cobitis taenia Linnaeus, 1758.
- Cobitis takatsuensis Mizuno, 1970.
- Cobitis takenoi Nakajima, 2016.[18]
- Cobitis tanaitica Băcescu & R. F. Mayer, 1969.
- Cobitis taurica Vasil'eva, Vasiljev, Janko, Ráb & Rábová, 2005.
- Cobitis tetralineata I. S. Kim, J. Y. Park & Nalbant, 1999.
- Cobitis trichonica Stephanidis, 1974.
- Cobitis turcica Hankó, 1925.
- Cobitis vardarensis S. L. Karaman, 1928.
- Cobitis vettonica Doadrio & Perdices, 1997.
- Cobitis xinjiangensis Y. F. Chen & Y. X. Chen, 2005.)[1]
- Cobitis ylengensis S. V. Ngô, 2003.
- Cobitis yongdokensis I. S. Kim & J. Y. Park, 1997.)[1]
- Cobitis zanandreai Cavicchioli, 1965.
- Cobitis zhejiangensis Y. M. Son & S. P. He, 2005.